# Massimiliano Rosolino
Massimiliano Rosolino (ur. 11 lipca 1978 w Neapolu) – włoski pływak.

## Życiorys
Jego ojciec, Salvatore jest Włochem, a matka, Carolyn Australijką. Jego rodzina przeprowadziła się do Australii, gdy miał trzy lata, powróciła do Włoch, gdy miał sześć lat.
W 2002 powrócił do Australii, aby trenować z Ianem Pope'em w klubie Melbourne Vicentre.
Pierwszą olimpiadą na której wystąpił były Letnie Igrzyska Olimpijskie 1996 w Atlancie. Doszedł tam do trzech finałów (200 m, 400 m i 4 x 200 m stylem dowolnym), wszystkie konkurencje kończąc na szóstej pozycji. Rosolino oświadczył, że pomimo poprawy wyników te rezultaty go nie satysfakcjonują i musi ciężko popracować aby osiągnąć wyższy poziom.
Na kolejnych igrzyskach Rosolino zdobył już trzy medale. Wygrał wyścig na 200 m stylem zmiennym, poprawiając przy okazji rekord Igrzysk. Oprócz złota zdobył jeszcze srebrny medal na dystansie 400 m stylem dowolnym oraz brązowy na 200 m kraulem. W obu tych konkurencjach złoty medal wywalczył legendarny Australijczyk Ian Thorpe. W wyścigu na 200 m stylem dowolnym lepszy od Włocha był także Pieter van den Hoogenband pochodzący z Holandii.
Igrzyska Olimpijskie w Atenach nie były już tak zadowalające. Rosolino zdołał wywalczyć tylko brązowy medal w sztafecie 4 x 200 metrów stylem dowolnym
Oprócz tych rezultatów Włoch zdobył złoty medal na Mistrzostwach Świata w Fukuoce w 2001, w zawodach na 200 metrów stylem zmiennym, oraz dwa srebrne oraz jeden brązowy medal. Na Mistrzostwach Europy zdobył osiem złotych oraz srebrnych medali i pięć brązowych. Jego popularne przezwisko to Cagnaccio (Zły Pies).

## Najlepsze wyniki
Życiowe rekordy na długim basenie:
- 100 m dowolnym: 49,35
- 200 m dowolnym: 1:46,60 (rekord Włoch)
- 400 m dowolnym: 3:43,40 (rekord Europy)
- 800 m dowolnym: 7:50,40
- 200 m zmiennym: 1:58,98 (rekord Włoch)